# Zitronensittich
Der Zitronensittich (Psilopsiagon aurifrons) ist eine Art der Neuweltpapageien. Zitronensittiche wurden bis vor wenigen Jahren als Bolborhynchus aurifrons der Gattung der Dickschnabelsittiche zugeschrieben. Mittlerweile ist es wissenschaftlicher Konsens, ihn gemeinsam mit dem Aymarasittich in eine eigenständige Gattung mit der Bezeichnung Psilopsiagon zu stellen. 
Der Zitronensittich kommt in mehreren Unterarten in einem kleinen Verbreitungsgebiet in Südamerika vor.

## Unterarten
Der Zitronensittich hat insgesamt vier Unterarten:
- Psilopsiagon aurifrons aurifrons (Lesson, RP, 1831)
- Psilopsiagon aurifrons robertsi Carriker, 1933
- Psilopsiagon aurifrons margaritae  (Berlioz& Dorst 1956)
- Psilopsiagon aurifrons rubrirostris (Burmeister, 1860)

## Erscheinungsbild
Der Zitronensittich erreicht eine Körperlänge von 18 Zentimetern. Davon entfallen acht Zentimeter auf den Schwanz. Es besteht ein Geschlechtsdimorphismus.
Der Zitronensittich hat ein überwiegend grünliches Gefieder. Beim Männchen sind Stirn und die Zügel sowie Kinn und Hals gelblich bis orange. Der Gelbton ist auf Brust und Bauch heller und geht in ein Grün über. Beim Weibchen ist das Gelb auf der Körperunterseite weniger stark ausgeprägt. Bei beiden Geschlechtern ist der Schnabel hornfarben. Der Augenring ist nackt und gräulich. Die Iris ist dunkel.
Die vier Unterarten des Zitronensittichs lassen sich vom Erscheinungsbild her in zwei Gruppen teilen:
Es sind die dies Vögel mit gelben Gefiedermerkmalen (aurifrons und robertsi) und diejenigen, welche überwiegend grün gefärbt sind (margaritae und rubrirostris).
Die Nominatform sowie der Roberts-Zitronensittich unterscheiden sich in der Ausdehnung der gelben Gefiederpartien bei den männlichen Vögeln. Sie sind beim Roberts-Zitronensittich die gelben Gefiederpartien im Gegensatz zur Nominatform lediglich auf die Gesichtsmaske und die Körperseiten beschränkt. Im Gegensatz zur Nominatform weist robertsi auch das dunkelgrünere Gefieder auf, wobei eine Unterscheidung ohne Vergleichsmöglichkeit für ungeübte Augen schwer ist.
Die beiden „grünen Unterarten“ (margaritae und rubrirostris) unterscheiden sich hinsichtlich der Gefiederfärbung insbesondere, da rubrirostris einen blau-gräulichen Anflug im grün des Gefieders (insbesondere Brust und Bauch) aufweist.

## Verbreitungsgebiet und Verhalten

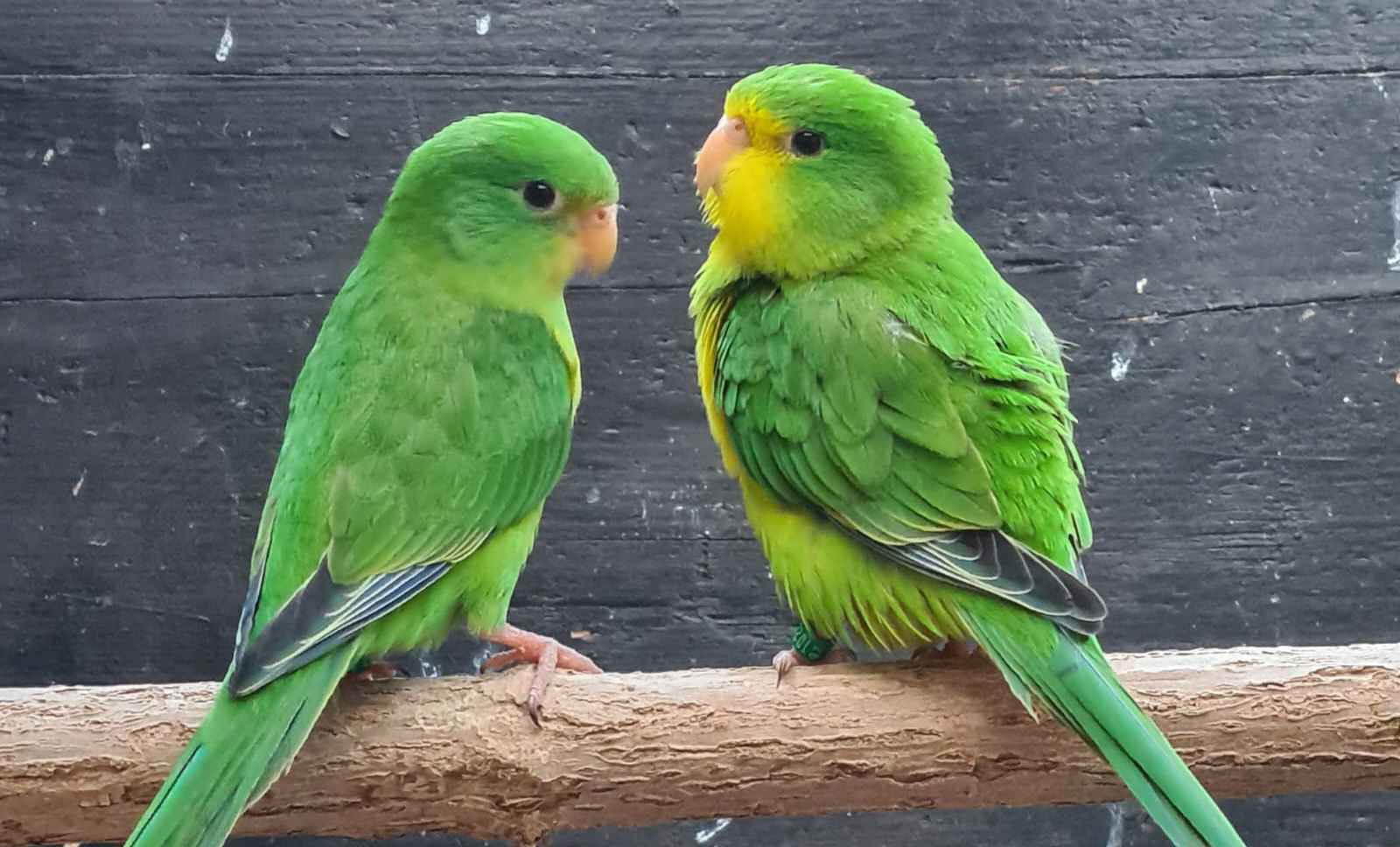
Junge Zitronensittiche

Der Zitronensittich kommt in Peru ausschließlich an den westlichen Andenhängen vor. Er lebt an Uferdickichten und bewaldeten strauchigen Stellen. Im Westen Argentiniens besiedelt er auch die Osthänge der Anden, dort manchmal sogar in Dornengestrüpp. In Chile werden beide Seiten dieses Gebirgszuges von Zitronensittichen besiedelt und hält sich auf einer Höhe von 3000 bis 4500 Metern auf. Ihr Lebensraum sind gebirgige Dornbuschlandschaften, wie sie für die Puna charakteristisch ist. Sie kommen außerdem entlang von Flussläufen durch subtropische Dürregebiete vor.

## Belege